# ОКА-38
ОКА-38 «Аист» — советский лёгкий многоцелевой самолёт, копия немецкого Fi 156.

## Разработка
В начале 1940 года во время поездки советских авиаспециалистов в Германию среди различных образцов авиатехники им был показан трёхместный многоцелевой самолёт Fi 156 Storch. Самолёт, благодаря его лётным характеристикам, понравился делегации и немцы подарили его СССР.
Авиатехника была тщательно изучена. Советские специалисты пришли к выводу, что такого же по характеристикам самолёта как Fi 156, в СССР не оказалось. И. В. Сталин дал указание срочно выпустить аналогичный самолёт. Для выполнения задания А. С. Яковлев, будучи в то время замнаркома авиапромышленности по опытному самолётостроению, рекомендовал ведущего инженера своего ОКБ О. К. Антонова.
Антонов был назначен главным конструктором небольшого КБ на ленинградском заводе № 23 — одном из старейших авиапредприятий в стране, куда выехал в марте 1940 г. и где его уже ждал перелетевший из Москвы Storch. Возглавив новый коллектив, Антонов блестяще справился с заданием, и уже в сентябре советский вариант Fi 156 был построен.
Самолёт сохранил название «Аист» и получил две модификации: многоцелевая машина СС (самолёт связи) и санитарная — самолёт № 2, пригодный для перевозки двух раненых на носилках и одного сидя.
Государственные испытания СС в НИИ ВВС прошло успешно, серийный выпуск было решено начать на каунасском заводе № 365 НКАП, где ранее строились литовские самолёты ANBO похожей конструкции. В марте 1941 г. Антонов стал главным конструктором предприятия, началась сборка самолётов, но из-за начала Великой Отечественной войны в 1941 году опытные образцы были уничтожены. Олег Константинович вернулся в Москву и работы по ОКА-38 не возобновлял.

## Конструкция
Как и немецкий аналог, «Аист» имел ферменный фюзеляж, выполненный зацело с килем из стальных сваренных между собой труб. Каркасы двухлонжеронного крыла и стабилизатора были деревянными, с полотняной обшивкой и дюралевыми предкрылками. Прямоугольное в плане крыло имело профиль ЦАГИ Р-11с3. При отклонении щелевого закрылка в посадочное положение (40°) элероны автоматически отклонялись вниз на 15°.
На самолёт устанавливался шестицилиндровый перевёрнутый рядный мотор воздушного охлаждения МВ-6, серийно выпускавшийся по лицензии «Рено» на Воронежском авиамоторном заводе. Для поддержания мощности до расчётной высоты 2000 м он оснащался приводным центробежным нагнетателем. На «Аисте» использовался деревянный двухлопастный винт фиксированного шага диаметром 2,44 м. Четыре топливных бака общей ёмкостью 140 л советские конструкторы разместили в межлонжеронном пространстве крыла, а не в фюзеляже, как на Fi 156.
Конструкция узлов навески крыла позволяла складывать консоли на стоянке, поворачивая их назад вдоль оси фюзеляжа. Стабилизатор переставной с изменяемым в полёте углом установки. Для сохранения эффективности рулей высоты при больших отклонениях вверх на их нижней поверхности под небольшим отрицательным углом устанавливались дюралевые подкрылки.

## Лётно-технические характеристики
Источник данных: 

Технические характеристики
- Экипаж: 1 чел.
- Длина: 10,25 м
- Размах крыла: 14,28 м
- Высота:
- Площадь крыла: 26,00 м²
- Масса пустого: 927 кг
- Максимальная взлётная масса: 1343 кг
- Силовая установка: 1 × ПД МВ-6
- Мощность двигателей: 1 × 240 л. с.

Лётные характеристики
- Максимальная скорость: 173 км/ч
- Крейсерская скорость: 142 км/ч
- Практическая дальность: 520 км
- Практический потолок: 4400 м